# Ken Phelps (sciatore)
Ken Phelps (1943) è un ex sciatore alpino statunitense.

## Biografia
Sciatore polivalente originario di Lyons Falls, Ken Phelps debuttò in campo internazionale in occasione della Roch Cup 1964 (Vail, 3-5 aprile), dove si classificò 9º nello slalom speciale; partecipò alle prime due stagioni del circuito di Coppa del Mondo, 1966-1967 e 1967-1968: esordì il 14 gennaio 1967 a Wengen in discesa libera (37º), conquistò il miglior risultato il 15 marzo 1968 ad Aspen nella medesima specialità (5º) e prese per l'ultima volta il via il 31 marzo seguente a Rossland in slalom gigante (37º). Non prese parte a rassegne olimpiche o iridate.

## Palmarès

### Coppa del Mondo
- Miglior piazzamento in classifica generale: 35º nel 1968

### Campionati statunitensi
- 1 medaglia (dati parziali):
  - 1 bronzo (discesa libera nel 1966[7])